# Cathexis longimana
Cathexis longimana är en skalbaggsart som först beskrevs av Francis Polkinghorne Pascoe 1859.  Cathexis longimana ingår i släktet Cathexis och familjen långhorningar. Inga underarter finns listade.